# باجونجو
باجونجو هو توابل فلبينية مكونة جزئيًا أو كليًا من السمك المخمر أو من الكريل أو معجون الروبيان مع الملح. كما أن عملية التخمير تنتج أيضًا صلصة السمك المعروفة باسم باتيس.

## الأنواع
الباجونجو عادةً ما يتم تحضيره من مجموعة متنوعة من أنواع الأسماك: 
- الأنشوفة (المعروفة بالدليس، المونامون، البوليناو أو الجوريان من أنواع (Stolephrus و Encrasicholina)[4]
- السكال الأطلسي (المعروف بالغولونغغونغ أو التاموديوس من أنواع (Decapterus)
- سمك الحنك (المعروف بالتيرونغ من أنواع (Emmelichthys nitidus، Emmelichthys struhsakeri و Plagiogeneion rubiginosum)
- سمك الحصان (المعروف بالسابساب من أنواع (Leiognathus، Photopectoralis و Equulites)[5]
- سمك الأرنب (المعروف بالباداس من أنواع (Siganus)[6]
- سمك الطماطم (المعروف بالإيبون من أنواع (Glossogobius giuris)[7]
- الرنجة (المعروفة باليلا من أنواع (Clupeoides)
- البيرش الفضي (المعروف بالأيونغين من أنواع (Leiopotherapon plumbeus)

حيث يعد الباجونجو المصنوع من الأسماك يُسمى "باجونجو إيسدا" في لوزون وأجزاء من فيساياس الشمالية، ويمكن تمييزه بناءً على نوع السمك المستخدم. والباجونجو المصنوع من الأنشوفة يُعرف غالبًا باسم "باوونج مونامون" أو "باوونج دليس"، بينما المصنوع من سمك الحنك يُسمى "باوونج تيرونغ". وفي جنوب فيساياس وذو ميناو، يُعرف الباجونجو المصنوع من الأنشوفة باسم "غيناموس". أما الأسماك الأكبر التي يتم تخميرها فيُطلق عليها "تينابال".
يمكن أيضًا تحضيره من الروبيان، ويُسمى هذا النوع "باجونجو ألامانغ"، ويسمى "أوياب" أو "ألامانغ" في جنوب الفلبين، و"أرامانغ" في إيلوكوس وبعض المناطق الشمالية من لوزون، وغيناموس أو دايوك في فيساياس الغربية. وفي بعض الأحيان، يمكن تحضيره من المحار، أو البطلينوس، أو بيض السمك والروبيان. حيث أن هناك أيضًا نوع نباتي منه يُسمى "باوونج ألامانغ النباتي"، وهو نوع من التوابل الفلبينية المخمرة الخالية من المنتجات الحيوانية، حيث يتم استخدام اليقطين، الموريناغا، وبعض الخضروات الأخرى.

## طريقة التحضير
يتم تحضير الباجونجو عن طريق مزج الملح مع السمك عادةً بحسب الحجم؛ حيث تتفاوت نسب المزيج وفقًا للشركة المصنعة. يتم خلط الملح مع السمك بشكل متجانس، عادةً باليد. ويتم حفظه المزيج داخل أوعية فخارية كبيرة للتخمر (المعروفة باسم تابايان في اللغتين التاغالوغية والفيسايلية، و"بورناي" في الإيلوكانو). بعد ذلك يتم تغطيته تغطيته للحفاظ على الحشرات بعيدًا عنه، ويترك ليتخمر لمدة تتراوح بين 30 إلى 90 يومًا مع التحريك بين الحين والآخر لضمان توزيع الملح بشكل متساوٍ. وقد يتوسع المزيج بشكل كبير خلال العملية. وعادةً ما تكون منتجات عملية التخمر ذات لون رمادي فاتح إلى أبيض. للحصول على اللون الأحمر أو الوردي المميز لبعض أنواع الباجونجو، حيث يتم إضافة نوع من الصبغة الغذائية، والتي تُصنع من الأرز الملوث بأنواع من العفن الأحمر (Monascus purpureus). حيث يُفضل استخدام ملح عالي الجودة مع القليل من الشوائب المعدنية. يمكن أن يؤدي ارتفاع محتوى المعادن في الملح المستخدم إلى تلوين داكن للباجونجو ويؤثر على الطعم بشكل غير مستساغ. وبالمثل، فإن إضافة ملح زائد أو ناقص يؤثر بشكل كبير على سرعة وجودة عملية التخمر بسبب تأثيره على البكتيريا المشاركة في العملية. بعض الشركات المصنعة تطحن المنتج المخمر بشكل ناعم وتبيع الخليط الناتج كعجينة سمك.
الـباتيس أو صوص السمك هو منتج ثانوي من عملية التخمر. وهو سائل شفاف مائل إلى الأصفر يطفو فوق الخليط المخمر وله طعم حاد يشبه الملح أو الجبن. حيث أن الصوصات المشابهة للـ "باتيس" تشمل الـ نوك مام في فيتنام، و"نام فا" في لاوس، وهوم ها في الصين، و"نام بَلا" في تايلاند، و"شوتسورو" في اليابان، و"ساو تشوت" في كوريا، بالإضافة إلى "الجاروم" في اليونان القديمة وإمبراطورية روما. ولإنتاج الـ باتيس، يكون التخمر أطول، عادةً ما يستغرق من ستة أشهر إلى عام. خلال هذه العملية الطويلة، تتفكك مكونات السمك أو الروبيان بشكل أكبر، مما يؤدي إلى تكوّن سائل أصفر شفاف فوق الخليط بسبب التحلل المائي. هذا هو الـ "باتيس"، ويمكن حصاده بمجرد أن يطور رائحته المميزة. حيث تتم تصفيته ومعالجته حراريًا ثم تعبئته بشكل منفصل، بينما يتم تحويل المتبقي إلى باجونجو. إذا كانت المواد الصلبة المتبقية جافة جدًا، يتم عادةً إضافة محلول ملحي. حيث يمكن أن تختلف سرعة التخمر حسب مستويات الحموضة في الخليط ودرجة الحرارة. كما أن التعرض لأشعة الشمس يمكن أن يقلل من الوقت المطلوب لتخمره إلى شهرين فقط.

## السمعة
على مر القرون، أعطى الأشخاص الذين ليسوا على دراية لهذا الطبق سمعة باعتباره طعامًا غريبًا، وقد تم تصويره بشكل إيجابي أو سلبي، اعتمادًا على وجهة نظر الكاتب. على سبيل المثال، إحدى الأوصاف المبكرة كانت من المسؤول الاستعماري الإسباني أنطونيو دي مورغا، الذي تضمن كتابه (أحداث في جزر الفلبين) وصفًا للباجونجو بأنه سمك قد بدأ يتحلل ويصدر رائحة كريهة. هذا الوصف دفع فيما بعد القومي الفلبيني البارز خوسيه ريزال إلى إدانة هذا الوصف في تعليقاته عام 1890، قائلاً: "هذه هي إحدى الهواجس التي يعاني منها الإسبان الذين، مثل أي أمة أخرى، يعاملون الطعام الذي لم يعتادوا عليه أو الذي لا يعرفونه بالاشمئزاز... هذا السمك الذي ذكره مورغا، الذي لا يمكن أن يكون جيدًا حتى يبدأ في التحلل، هو الباجونجو ومن جربوه وتذوقوه يعلمون أنه لا يتحلل ولا يجب أن يكون كذلك."